# 阿旺吉扎
阿旺吉扎（藏語：ངག་དབང་འཇིགས་མེད་གྲགས་པ，威利转写：ngag dbang 'jigs med grags pa；？—1597年），西藏歷史上仁蚌巴的领袖，明代帕竹政权官员，藏族，属于格尔氏族。
诺布桑波的曾孙、措杰多吉的孙子、阿旺南杰的儿子，为日喀则领袖。他精通文学，著有《萨迦班智达传》、《诗镜论注疏》、《藻词论》。1563年，仁蚌巴阿旺吉扎领兵支持萨迦派攻打拉堆绛首领，原本担任仁蚌巴手下官员的辛厦巴·才丹多杰起兵造反，在三竹节（今作桑珠孜，即日喀则市）发动政变，杀死了阿旺吉扎之子白玛噶波。随后抵挡住了阿旺吉扎的进攻，1565年，辛厦巴先后占据了香、八囊伦珠孜、帕日等宗管辖的地域，一年以后，辛厦巴的势力范围已囊括了包括仁蚌宗的后藏的大部分地区，自称为藏巴加波。阿旺吉扎表示臣服。才丹多杰死后，其子衮巴拉旺多吉进而控制了后藏的大部分地区，取代了仁蚌巴阿旺吉扎的统治。